# خواكيم بيك
خواكيم بيك (بالألمانية: Leonhard Beck)‏ هو رسام ألماني، ولد في 1480 في آوغسبورغ في ألمانيا، وتوفي بنفس المكان في 1542.